# 哈利·波特
《哈利波特》（英語：Harry Potter），英國作家J·K·羅琳的奇幻文學系列小說，描寫主角哈利波特在霍格華茲魔法學校七年學習生活中的冒險故事。該系列在超過200國家出版，有80種語言版本，2018年總銷售量超過5億，成為世界上最暢銷小說之一。
華納兄弟製作的改编电影在多國上映，總票房收入超過77億美元，是全球史上最賣座的電影系列。《哈利波特》小說系列及「魔法世界」跨媒體製作，使作者J·K·羅琳躋身英國最富裕的女性。

## 歷史
1993年，J·K·羅琳結束了婚姻，帶著女兒回到蘇格蘭，仰賴社會福利金養育孩子。為了給孩子更好的生活，她於1995年完成了《哈利波特》第一集草稿，翌年與布魯姆斯伯里出版社的總編輯巴里·坎寧漢簽下了出版合約。
1997年6月，《哈利波特》系列的第一集由布魯姆斯伯里出版社在英國出版，銷量可觀，並且獲得了雀巢聰明豆圖書獎。學樂集團的編輯亞瑟‧利文重金買下美國的出版權，於1998年9月1日出版了第一集，自此，《哈利波特》系列正式成為了現象級作品。

## 故事概要
《哈利波特》系列的故事背景，建立於現代世界和魔法世界並存的世界觀，以魔法世界惡名昭彰的巫師佛地魔殺害哈利波特的父母詹姆·波特和莉莉·波特、還是嬰兒的哈利波特倖免於難作為開端，講述哈利在成長過程中分別在現代世界與魔法世界經歷的事件。
《哈利波特：神秘的魔法石》：在系列首作中，故事起始點為1980年，成為孤兒的哈利被交給居住英國小惠因區水蠟樹街的姨媽的家庭德思禮一家收養，過著被德思禮一家長期刻薄對待的生活，直至11歲生日當晚，他從霍格華茲學院鑰匙管理者魯霸·海格手中接到校長阿不思·鄧不利多發出的入學通知，才得知自己的巫師身世並入學霍格華茲。哈利在魔法世界認識形形色色的恩人、教師、朋友、對手、魔法生物，逐漸理解關於父母的往事和佛地魔有意利用魔法石長生不死的事實，與憑依在奎若教授身上的佛地魔對峙，最終奎若變成灰燼、佛地魔消失，魔法石則被摧毀，哈利所屬的葛來分多學院因為哈利和朋友們的表現獲得加分，成為學期末積分最多的學院盃冠軍。
《哈利波特：消失的密室》：哈利在升上二年級的暑假期間認識了服侍魯休思·馬份、為了保護哈利反而激怒德思禮一家的家事小精靈多比，哈利被德思禮一家限制行動時，獲得交好的衛斯理家族出手相救渡過愉快的暑假，好友榮恩·衛斯理的妹妹金妮·衛斯理成為該屆霍格華茲新生，學校則聘雇知名作家吉德羅·洛哈擔任新任黑魔法防禦術教授。由於校園出現「密室將再度開啟」的謎樣留言、接二連三發生校園人士遭石化的事件，連和哈利要好的妙麗·格蘭傑也被捲入危險，迫使哈利和榮恩深入調查此事。他們探查到學校創辦人之一薩拉札·史萊哲林秉持純血統巫師招生的過往。此外，佛地魔以舊名湯姆·瑞斗，使用日記本操控金妮打開密室，釋放蛇妖造成襲擊事件的真相。最終哈利追到密室，遇到湯姆·瑞斗釋放蛇妖對抗哈利。千鈞一髮之際，鄧不利多的鳳凰為哈利送來分類帽，哈利從分類帽取出高錐客·葛來分多寶劍斬殺蛇妖，並利用蛇妖的毒牙刺進日記本（作為佛地魔分靈體）而令瑞斗的身影消失，金妮則恢復了生命。事後哈利幫助多比獲得自由，洛哈因為被哈利和榮恩揭發盜取他人經歷成書準備消除兩者記憶，反而誤用榮恩故障的魔杖，令自己失去記憶住進聖蒙果醫院，葛來分多學院再度因為哈利和榮恩的表現蟬聯學院盃冠軍。
《哈利波特：阿茲卡班的逃犯》：哈利以天狼星·布萊克逃離阿茲卡班監獄、用魔法教訓羞辱父母的瑪姬姑姑並從德斯禮家離家出走、升上三年級認識新任黑魔法防禦術教授雷木思·路平、催狂魔現身在魁地奇比賽中為契機，深入理解天狼星、雷木思·路平和父母、佛地魔之間的關聯，揭曉彼得·佩迪魯當年出賣了哈利的父母而造成波特夫婦遇害、天狼星蒙冤入獄的實情，結果彼得·佩迪魯逃走、路平的狼人身分曝光被迫辭去教職、天狼星被判處接受催狂魔之吻，讓哈利為了解救天狼星展開行動。
《哈利波特：火盃的考驗》：故事以食死人在魁地奇世界盃尾聲現身襲擊麻瓜成為開端，學校起聘已經退休的正氣師瘋眼穆敵任職黑魔法防禦術教授，霍格華茲、波巴洞和德姆蘭三校參與久未舉辦的三巫鬥法大賽，升上四年級但未報名賽事的哈利意外地和同校但就讀赫夫帕夫學院的西追·迪哥里被選為參賽者。哈利和西追在經歷三項考驗的過程中成為戰友，他還對西追的女友張秋產生好感，然而哈利和西追被捲入了佛地魔和彼得·佩迪魯策畫的陰謀，導致西追遇害身亡、佛地魔得以復活。哈利帶著西追的遺體返回學校，瘋眼穆敵被揭露實為從阿茲卡班監獄逃獄的小巴堤·柯羅奇偽裝，真正的瘋眼穆敵則在受困後獲得釋放。由於小巴堤·柯羅奇未能向魔法部長康尼留斯·夫子及時透露事實便被催狂魔吸走靈魂、加著魔法世界記者抹黑哈利使夫子不願相信佛地魔復活，促使鄧不利多招集鳳凰會成員展開對抗佛地魔的行動。
《哈利波特：鳳凰會的密令》：哈利在升上五年級的暑假期間和表兄達利遭遇催狂魔的襲擊，為了防身違反不得在校外施展魔法的規則，被要求出席魔法部的聽證會。哈利與鳳凰會成員碰面，理解佛地魔的相關情報，在聽證會獲得身為爆竹的阿拉貝拉·費格出庭作證而無罪釋放，鄧不利多的支持者和鳳凰會亦為了對抗佛地魔展開行動。被魔法部派任黑魔法防禦術教授的桃樂絲·恩不里居在學校逐步掌握權勢的獨裁作風，引起校園師生的不滿，哈利和朋友們組成鄧不利多的軍隊（簡稱D.A）私下教導想要學習黑魔法防禦術的學生，妙麗聯繫記者麗塔·史譏令後者撰寫哈利的訪問描述佛地魔復活的真相，刊登在《謬論家》上，造成全魔法圈轟動。鄧不利多為袒護哈利和D.A遭恩不里居迫害下台，哈利和D.A.的成員前往魔法部拯救天狼星，偕同鳳凰會成員對抗食死人，天狼星在過程中遇害身亡，佛地魔親自出現在魔法部和鄧不利多展開決鬥後逃跑。此事讓魔法部真正相信佛地魔回歸的消息，鄧不利多則向哈利透露多年前有關終結佛地魔的男孩降生的預言，至於恩不理居則因為遭人馬擄走留有心理創傷、加著任職霍格華茲校長期間的負面事蹟被全校師生逐出校園。
《哈利波特：混血王子的背叛》：佛地魔在魔法部現身的事件過後，盧夫·昆爵接替康尼留斯·夫子成為新任魔法部長，鄧不利多和哈利說服史拉轟返校擔任擔任魔藥學教授，原先教導魔藥學、曾和哈利的父親有過節的賽佛勒斯·石內卜則成為繼任黑魔法防禦術教授。升上六年級的哈利從史拉轟取得「混血王子」記載魔藥學知識的筆記本，經由鄧不利多的引導理解佛地魔將靈魂分成7份、其中6份藏於分靈體的詳情，決意依照指示破壞佛地魔的分靈體。在食死人闖入學校和校園師生對戰的期間，和哈利長期對立、偕同食死人行動的跩哥·馬份解除鄧不利多的武裝，但無法痛下殺手，最終由石內卜使用索命咒殺害鄧不利多，石內卜坦承自己是「混血王子」的身分便先行離去。事後時任副校長麥教授成為霍格華茲臨時校長，哈利則決定不返校學習課業，偕同妙麗、榮恩執行摧毀佛地魔的所有分靈體的使命。
《哈利波特：死神的聖物》：佛地魔獲得了魔法部的控制權，鳳凰會成員也為此展開了對策。哈利、榮恩和妙麗，取得鄧不利多生前的遺物。三者潛入魔法部盜走分靈體之一的史萊哲林掛墜盒，造訪高錐客山谷期間遭到佛地魔的蛇納吉尼的攻擊，經由銀色母鹿的護法引導找到葛萊分多的寶劍，用它摧毀了史萊哲林掛墜盒，他們還從古靈閣偷走了分靈體之一的赫夫帕夫金杯並前往霍格華茨，理解死神聖物的淵源，破壞赫夫帕夫金杯，同為分靈體之一的雷文克勞皇冠則在哈利三者和馬份、高爾、贊比尼對峙時，毀於高爾在萬應室用惡魔之火引發的火災。留守在霍格華茨的聯合陣營與食死人展開了大戰，佛地魔指示娜吉妮殺死石內卜，但在石內卜死前將自己的記憶傳給哈利，讓哈利理解石內卜始終忠於鄧不利多、哈利本身即是分靈體之一的事實。哈利在對抗佛地魔的過程一度被後者殺死，靈魂與鄧不利多相會後，選擇重返現實繼續迎戰佛地魔，最終這場大戰以哈利殺死佛地魔、聯合陣營付出犧牲五十多名人力的代價獲勝告終。題為「十九年後」的尾聲描述了倖存者的生活和佛地魔之死帶來的影響。

## 主題
根据J·K·羅琳於訪談自述，《哈利波特》系列的主題是「死亡」。系列以哈利父母的死亡開始，而佛地魔迷戀征服死亡，不惜一切代價來追求永生。羅琳表示，她能理解為何佛地魔想要征服死亡，因為每個人都害怕死亡。
學者與記者的解讀更多元，有的還包括政治。大致上，對於小說系列主體的解讀有：正常、壓迫、生存、克服困難、少年成長、學習與恐懼共存等。

## 靈感來源
1990年，25歲的J·K·羅琳在從曼徹斯特開往倫敦國王十字車站的火車上，彷彿見到車窗外有「一個黑髮瘦弱，戴著眼鏡的小巫師」在對她微笑的形象，自此之後羅琳便開始構思這個小巫師的故事。
羅琳曾公開分享創作《哈利波特》的靈感來源，包括威廉·莎士比亞的《馬克白》、E·內斯比特的《沙仙活地魔》、C·S·路易斯的《納尼亞傳奇》系列、肯尼思·格拉姆的《柳林風聲》等。羅琳也分享過《哈利波特》系列分為七本書的原因，有部分是為了向《納尼亞傳奇》系列（也是七本）致敬。

## 改編

### 電影

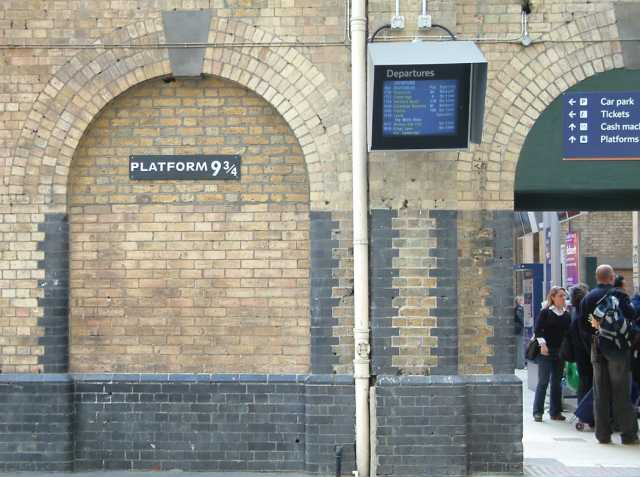
第一集內描述的九又四分之三月台的現實版，攝于倫敦国王十字车站

1999年，羅琳以100萬英鎊將《哈利波特》系列的電影版權賣給了華納兄弟。羅琳擁有系列電影的創意控制權，並與大衛·海曼和大衛·巴倫一起擔任《哈利波特与死亡聖器1》、《哈利波特：死亡聖器2》的製片人。羅琳嚴格要求製作團隊選擇英國和愛爾蘭演員，但是特定角色可以是法國和東歐演員。
克里斯·哥倫布成為了《哈利波特与魔法石》的導演。《哈利波特与魔法石》於2001年11月14日上映。同樣由哥倫布執導的《哈利波特与密室》於2002年11月15日上映。哥倫布僅擔任《哈利波特与阿茲卡班的囚犯》的製片人，墨西哥導演艾方索·柯朗接手執導，2003年電影拍攝完成後於2004年6月4日上映。第四部《哈利波特与火焰杯》在第三部上映之前就開始製作，由系列首位英國導演麥克·紐維爾執導，2005年11月18日上映。電視導演大衛·葉慈執導《哈利波特与鳳凰會》，電影於2006年1月開始製作，次年7月上映。葉慈也執導了於2009年7月15日上映的《哈利波特与混血王子》，以及最後一部《哈利波特：死神的聖物》。最後一部的改編電影分為兩集：《哈利波特与死亡聖器1》於2010年11月19日上映，《哈利波特与死亡聖器2》則於2011年7月15日上映。

#### 前傳電影

###### 怪獸系列電影
前傳預計有五部電影。第一部於2016年11月上映，第二部於 2018 年 11 月上映，第三部則於2022年4月上映，皆由大衛‧葉慈執導。

##### 佛地魔系列電影
由粉絲製作的前傳《佛地魔系列》目前有一部電影，第一部《佛地魔：傳人的起源》於2018年1月13日上傳至YouTube，供人免費觀看

### 遊戲

#### 電腦及主機遊戲
- 哈利波特：神秘的魔法石 (2001年)
- 哈利波特：消失的密室 (2002年)
- 哈利波特：魁地奇世界盃 (2003年)
- 哈利波特：阿茲卡班的逃犯 (2004年)
- 哈利波特：火盃的考驗 (2005年)
- 哈利波特：鳳凰會的密令 (2007年)
- 哈利波特：混血王子的背叛 (2009年)
- 哈利波特：死神的聖物 (2010年)
- 霍格華茲的傳承 (2023年)

#### iOS及Android手機遊戲
- 哈利·波特：霍格華茲之謎
- 哈利·波特：巫師聯盟
- 哈利波特：魔法覺醒

### 其他
2018年，作者J.K.羅琳允许影迷不以商業作為前提集資拍攝《佛地魔外傳》。拍攝計劃共籌得一萬五千歐元，片長五十二分鐘，這部外傳跟電影的內容沒有重疊，而是整合《哈利波特》系列所提過的佛地魔身世，並填補空白片段。這部《佛地魔外傳》發表僅三天，點擊次數就超過六百萬。
2023年，華納兄弟拍板定案確定正式製作全新的《哈利波特》影集計畫，找來J·K·羅琳擔綱執行製作人，並在HBO MAX平台播出。